# ديتمار هامان
ديتمار هامان (27 أغسطس 1973 -)، لاعب كرة قدم ألماني، ولد في والدساسين ،  ألمانيا.

## حياته المهنية
بدأ مسيرته الكروية مع نادي بايرن ميونخ في عام 1989، ولعب معهم حتى عام 1998، وشارك معهم في 105 مباريات وسجل 6 أهداف، وفي موسم 1998/1999 انتقل إلى نادي نيوكاسل يونايتد الإنجليزي، ولعب معهم 23 مباراة وسجل 4 أهداف، وفي عام 1999 انتقل إلى نادي ليفربول الإنجليزي، ولعب معهم حتى عام 2006، وشارك معهم في 191 مباراة وسجل 8 أهداف، وفي عام 2006 انتقل إلى نادي بولتون واندررز الإنجليزي، وفي عام 2006 انتقل إلى نادي مانشستر سيتي الإنجليزي، واعتزل عام 2008 .
و قد بدأ باللعب مع منتخب ألمانيا لكرة القدم في عام 1997 وحتى عام 2005، وشارك معهم في 59 مباراة وسجل 5 أهداف.

## وصلات خارجية
- ديتمار هامان على موقع الاتحاد الدولي (مؤرشف)  (الإنجليزية)
- ديتمار هامان على موقع الاتحاد الأوربي (الإنجليزية)
- ديتمار هامان على موقع قاعدة بيانات كرة القدم.إي يو (الإنجليزية)
- ديتمار هامان على موقع بيانات كرة القدم. دي إي (الألمانية)
- ديتمار هامان على موقع ليكيب (الفرنسية)
- ديتمار هامان على موقع ناشيونال فوتبول تيمز (الإنجليزية)
- ديتمار هامان على موقع Soccerbase.com (لاعب) (الإنجليزية)
- ديتمار هامان على موقع Soccerway.com (الإنجليزية)
- ديتمار هامان على موقع عالم كرة القدم.نت (الإنجليزية)